# Sudogwon
Der Begriff Sudogwon bezeichnet die Metropolregion der südkoreanischen Hauptstadt Seoul. Sudogwon kann als das ausgeweitete wirtschaftliche, kulturelle und politische Zentrum Südkoreas gesehen werden.
Mit 25,6 Millionen Einwohnern (Stand 2012) ist Sudogwon eine der größten Metropolregionen der Welt. Es leben 48,6 % der Bewohner Südkoreas in dieser Region und es wird prognostiziert, dass der Anteil bald auf über die Hälfte steigen wird. Kein anderer Ballungsraum in den größeren Industriestaaten (abgesehen von Stadtstaaten) vereinigt einen so hohen Anteil der Bevölkerung des jeweiligen Staates auf sich (vgl. Wien 27,5 %, Paris 18,8 %, Rhein-Ruhr 12,4 %).

## Definition

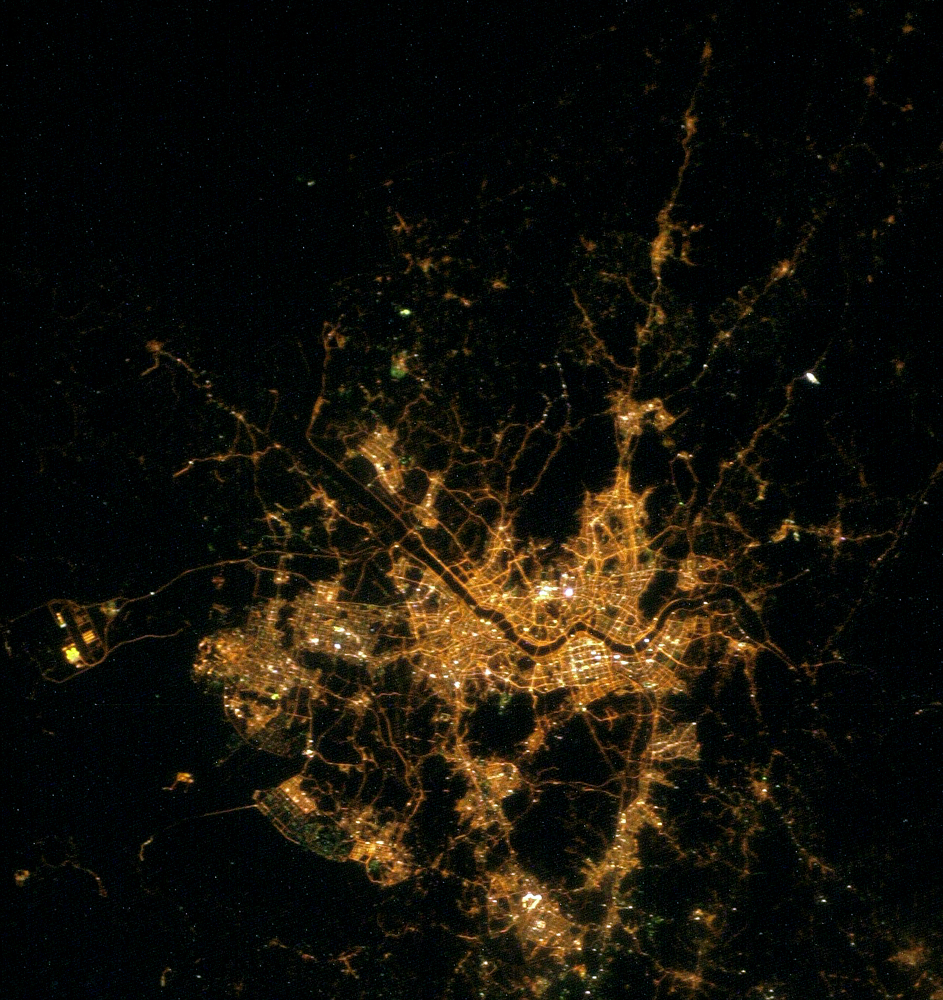
Satellitenbild auf Seoul und die umgebende Metropolregion

Obwohl keine eindeutige Definition für Sudogwon besteht, bezieht sich der Begriff generell auf drei Verwaltungseinheiten: Die Städte Seoul und Incheon, sowie die Provinz Gyeonggi-do. Da sich Seoul und Incheon wie Enklaven innerhalb von Gyeonggi-do befinden, gilt die gemeingültige Gleichsetzung des Gebiets von Gyeonggi-do und dem von Sudogwon. Aus diesem Grund wurde die Region traditionell Gyeonggi jibang (경기 지방, 京畿地方 ‚Hauptstadtregion, Region Gyeonggi‘) genannt. Die Provinz Gyeonggi-do und deren Bedeutung sind bereits seit langer Zeit historisch mit Seoul assoziiert worden – wie der Name Gyeonggi ausdrückt, der das Hanja-Schriftzeichen für Seoul oder Hauptstadt 京 gyeong beinhaltet. Das Hanja-Schriftzeichen 畿 gi bedeutet allein das Umland der Hauptstadt. Die Bezeichnung Sudogwon (wörtlich: ‚Hauptstadtkreis‘ oder ‚-bereich‘, 수도권, 首都圈) hat in den letzten Jahrzehnten diese Bedeutung des Ausdrucks Gyeonggi jibang übernommen und ihn im allgemeinen Sprachgebrauch fast ersetzt. Da das Wort Sudogwon allerdings eine relativ moderne Bezeichnung darstellt, wird er weitgehend im wirtschaftlichen und politischen Kontext verwendet – das Wort Gyeonggi Jibang dagegen mehr im historischen und kulturellen.
Prinzipiell ist die Definition von Sudogwon nicht festgelegt, sondern auf den jeweiligen Zusammenhang angewiesen. Zumal erweitert sich der betreffende Bereich, da sich der Ballungsraum aktuell im Ausdehnen befindet. Beispielsweise wird die Stadt Cheonan jüngst als Teil der Region gesehen, seitdem das U-Bahn-Netz Seouls im Jahr 2005 bis dorthin ausgebaut wurde und damit die Anzahl der pendelnden Einwohner anstieg. Cheonan liegt im Norden der Provinz Chungcheongnam-do – unweit von der Grenze zu Gyeonggi-do – und gilt als Universitäts- und Bildungsstadt.

## Entwicklung

### Ursprünglicher Umfang

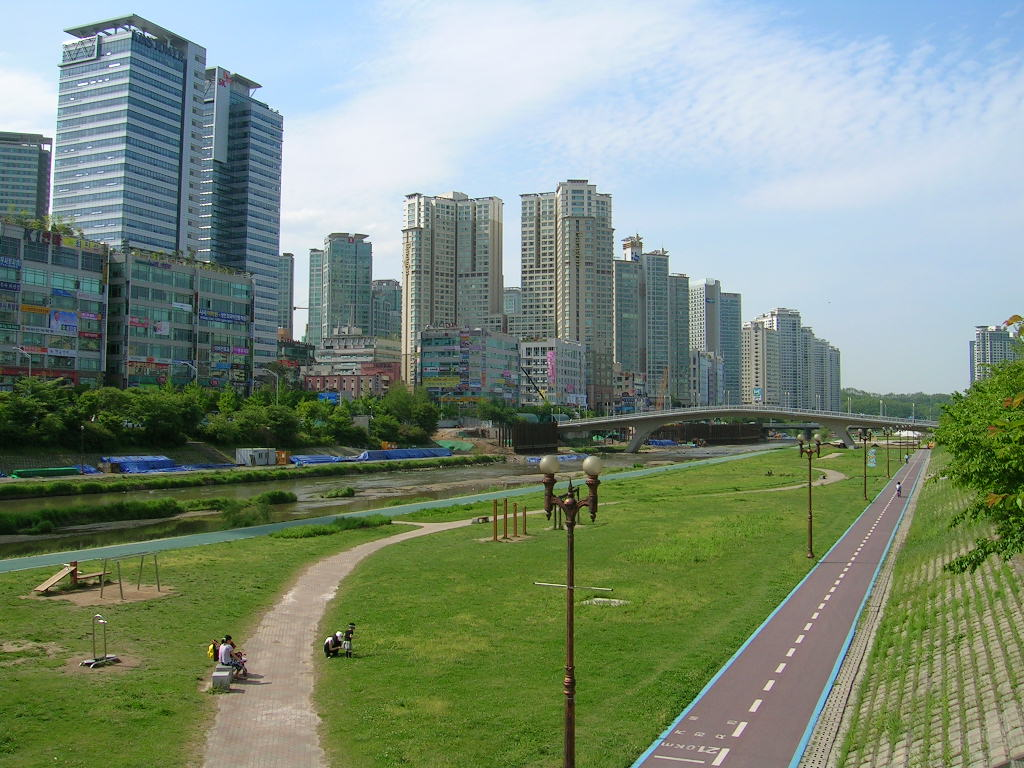
Wohnsiedlung in Bundang

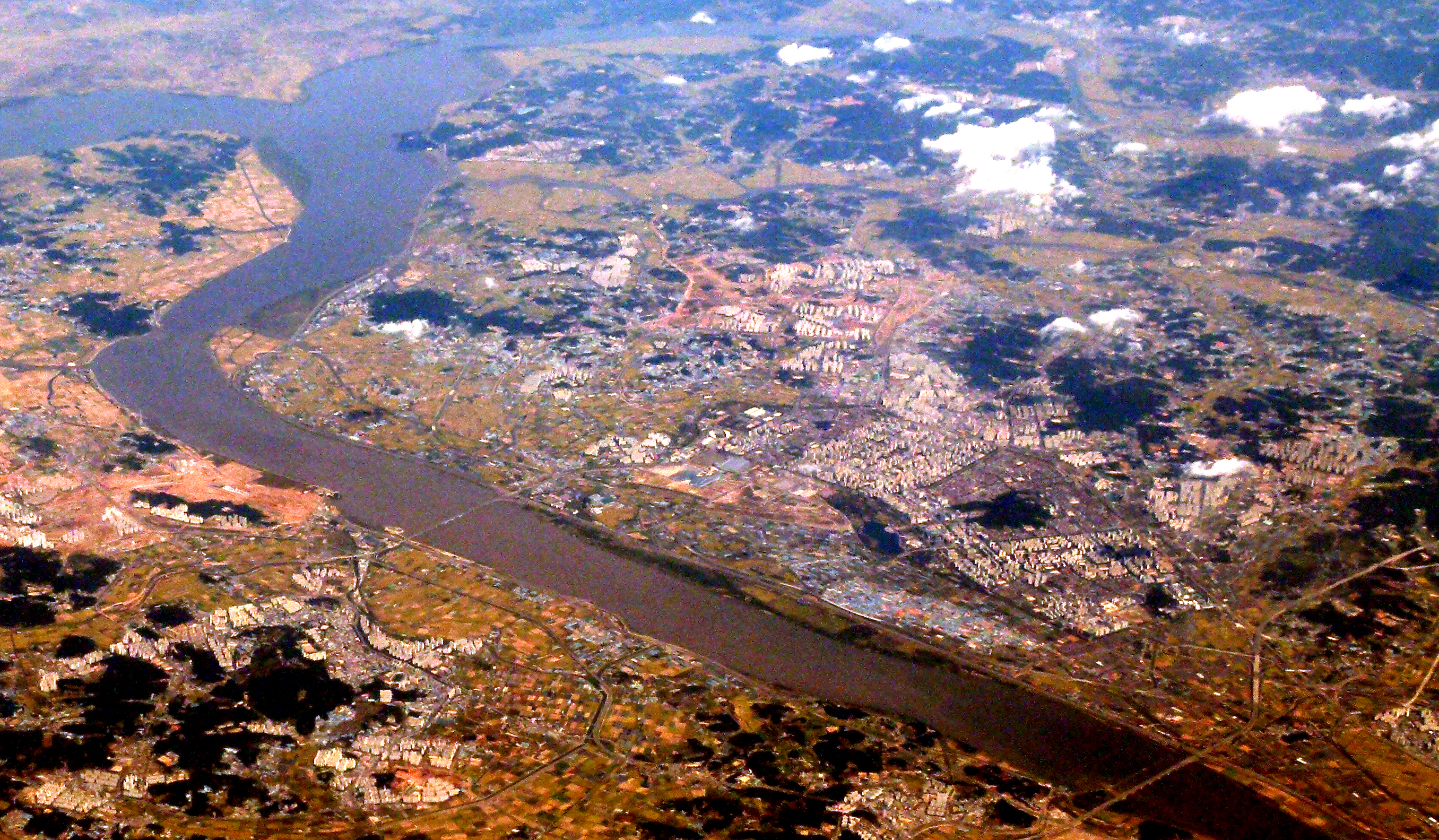
Luftbild von Ilsanseo-gu

Ursprünglich bezeichnete der Begriff Sudogwon vorrangig die Hauptstadt Seoul, die beiden nahe gelegenen Großstädten Incheon und Suwon (dem Sitz der Provinzregierung) sowie einige weitere Satellitenstädte, die mit dem Nahverkehr erreichbar waren. In der Industrialisierungsgeschichte besaßen die beiden Verkehrsachsen Seoul-Incheon (Gyeongin) und Seoul-Suwon (Gyeongsu) eine bedeutende Funktion.

### Expansion
Die sich in vielen nationalen Bereichen erstreckende zentrale Bedeutung von Seoul zog bereits seit der Nachkriegszeit Angehörige der jüngeren Generation aus den Provinzen an. Aufgrund der zunehmenden Entwicklung der Megastadt seit den achtziger und neunziger Jahren stieg der Wohnraumbedarf exponentiell an und damit gingen auch die Wohnungspreise in die Höhe. Um die überfüllte Hauptstadt zu entlasten, wurden umliegende Satellitenstädte erweitert und geplant. Während die jüngeren Bewohnern überwiegend wegen den geringeren Wohnungspreisen in die Satellitenstädte zogen, taten es Angehörige der älteren Generation auf der Suche nach einer besseren Lebensqualität, da die anhand Planungen entstandenen Satellitenstädte gepflegter und großflächiger angelegt waren als die auf natürliche Weise gewachsene Hauptstadt.
Die beiden Planstädte Bundang (Stadt Seongnam) und Ilsan (Stadt Goyang) gehören zu den ersten beiden Großprojekten, die hauptsächlich zum Zweck der Stabilisierung der Wohnungspreise von Seoul veranlasst wurden. Zusammen übernahmen die beiden Städte nahezu eine halbe Million Einwohner aus der Hauptstadt. Allerdings entwickelten sich beide zu Wohnorten der wohlhabenden Schicht und trugen folglich nicht zur Preissenkung im Immobilienmarkt bei, wie es ursprünglich erwartet wurde.
Zwecks Senkung der Immobilienpreise wurden im neuen Jahrtausend weitere Planstädte errichtet, die Eigenschaften von typischen Trabantenstädten aufwiesen. Wie bei den beiden vorangegangenen Modellen Bundang und Ilsan handelte es sich überwiegend um die Gründung neuer Stadtteile in bereits vorhandenen Städten. Die neuen Stadtteile wurden größtenteils an die Verkehrsader der Hauptstadt angebunden. Beispiele für Städte und ihre neu geplanten Stadtvierteln sind:
- Incheon: Freiwirtschaftszone Incheon (New Songdo City, Yeongjong, Cheongna International City)
- Seongnam: Bundang, Pangyo (im Bau)
- Goyang: Ilsan New Town, Deogyang
- Yongin: Suji, Jugjeon, Gwanggyo (im Bau, gemeinsam mit der Stadt Suwon)
- Suwon: Yeongtong, Gwanggyo
- Anyang: Pyeongchon
- Bucheon: Jungdong
- Gwangmyeong
- Gimpo
- Gwangju
- Namyangju
- Hwaseong: Dongtan, Byeongjeom

Mit der fortschreitenden Vernetzung des Nahverkehrs – zwischen den Neustädten und Seoul sowie den Neustädten untereinander –, wuchs auch die Funktion Seouls nicht nur als nationales, sondern auch als regionales Zentrum. Die regionale Funktion Seouls dehnte sich bis nahezu auf die ganze Provinz Gyeonggi-do aus. Andererseits profitiert die Provinz davon, dass diverse wirtschaftliche und akademische Einrichtungen von nationaler und regionaler Bedeutung aus Seoul in andere Städte in Gyeonggi-do verlegt wurden. Ein typisches Beispiel stellt die Errichtung des Flughafens Incheon in der Stadt Incheon dar, nach der der Flughafen benannt ist. Der Flughafen Incheon ersetzte den – von 1958 bis 2001 als internationalen Flughafen fungierenden – Flughafen Gimpo, der in Seoul liegt.
Der Zuwachs der Bevölkerung der suburban geprägten Provinz Gyeonggi-do erfolgt aus zwei Richtungen: Einerseits aus der dicht besiedelten Hauptstadt und andererseits aus anderen Regionen des Landes. Die Bewohner aus den anderen Provinzen kommen auf der Suche nach Arbeitsstellen in die Hauptstadt oder in das umliegende Ballungsgebiet.

## Wichtigste Städte

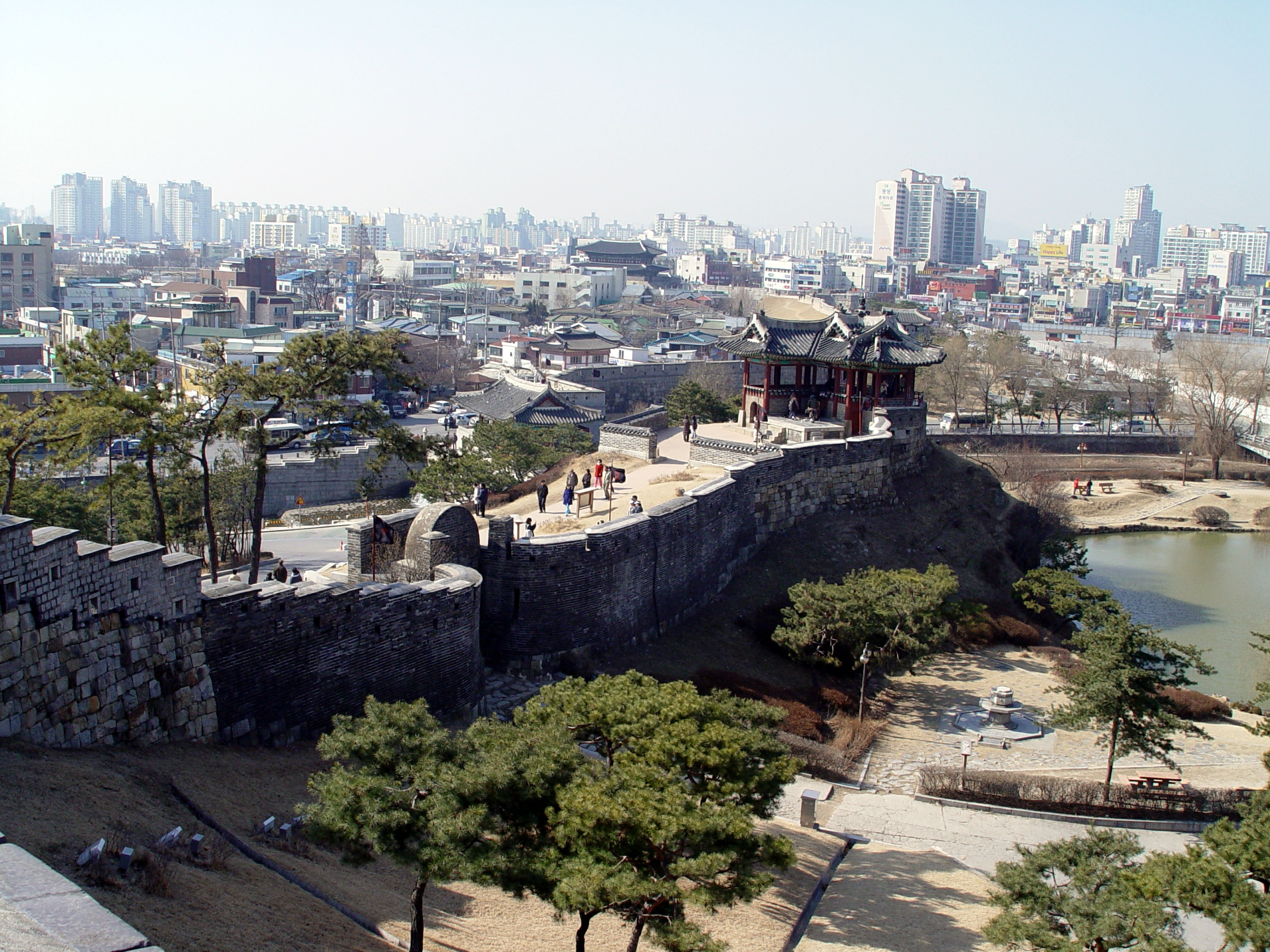
Suwon

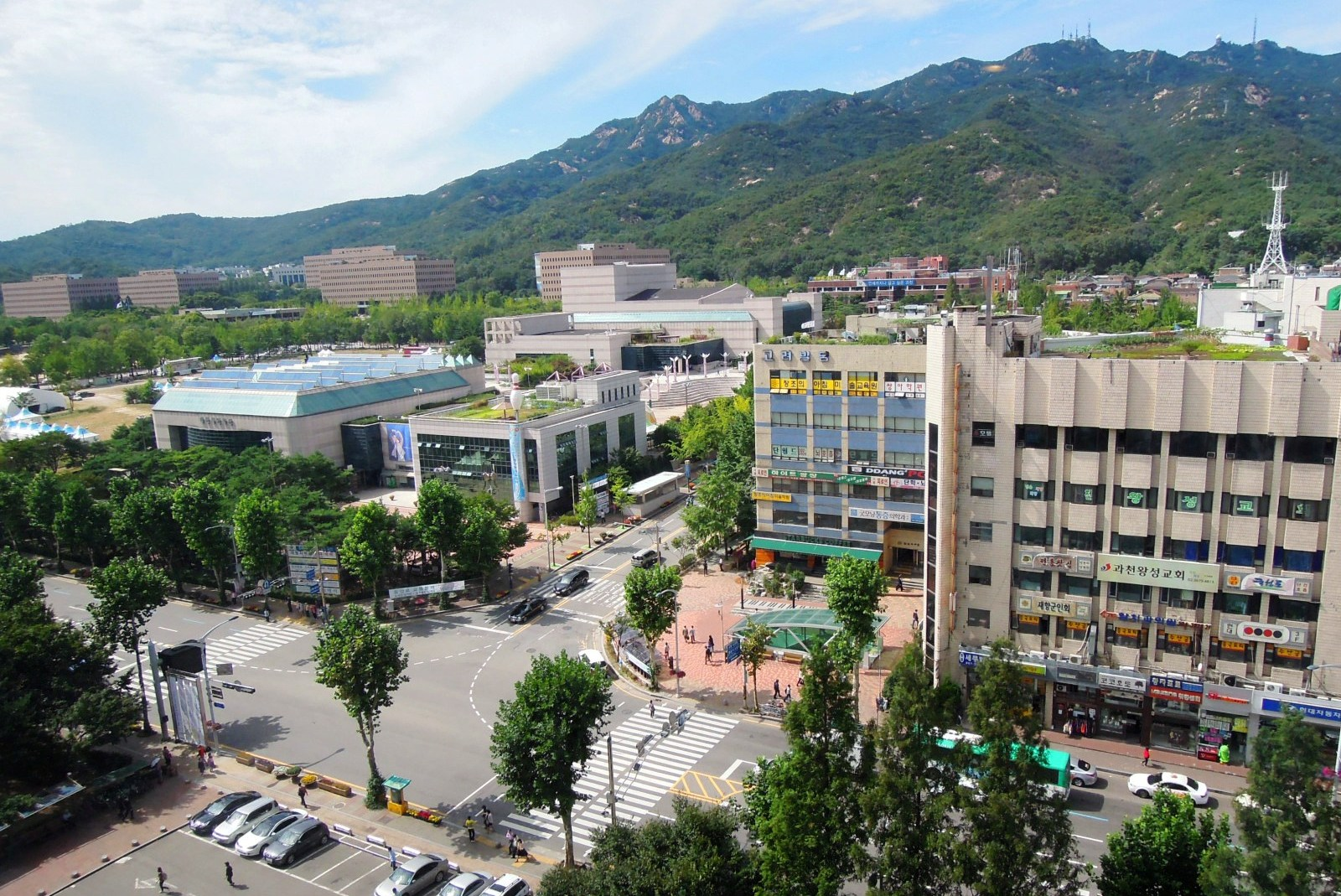
Stadthaus von Gwacheon, im Hintergrund der Government Complex und der Berg Gwanak

- Seoul (서울), Hauptstadt Südkoreas und Ballungsraumzentrum
- Incheon (인천), Drittgrößte Stadt Südkoreas und Hafenmetropole
- Suwon (수원), Provinzhauptstadt von Gyeonggi-do und Millionenstadt
- Gwacheon (과천), Sitz des Regierungskomplexes Gwacheon
- Bucheon (부천)
- Seongnam (성남)
- Yongin (용인)
- Goyang (고양)
- Anyang (안양)
- Pyeongtaek (평택)
- Ansan (안산)
- Uijeongbu (의정부), Sitz der nördlichen Provinzverwaltung von Gyeonggi-do

## Verkehr

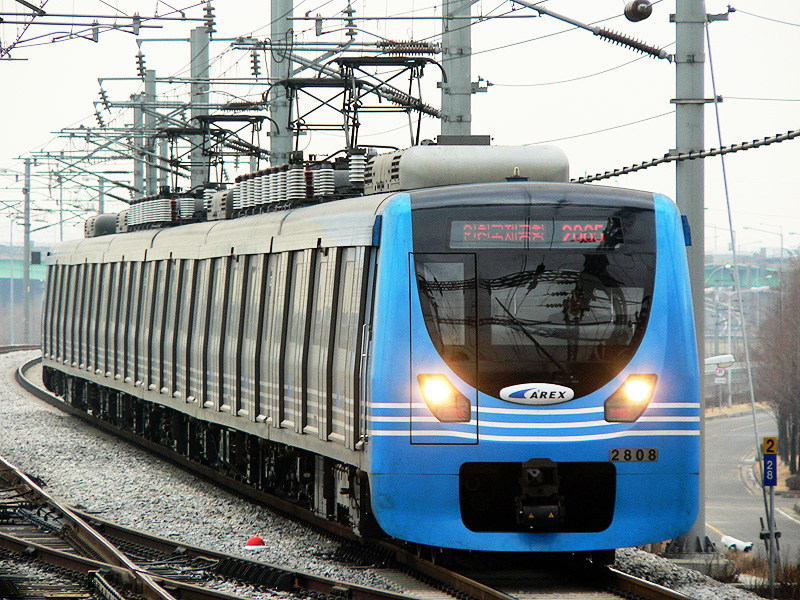
Die U-Bahn-Linie, die Seoul mit dem Incheon International Airport verbindet

Neben acht U-Bahn-Linien in Seoul, die weit über die Stadtgrenze hinaus führen, wurden zwei weitere Schnellbahnlinien (Bundang- und Shinbundang-Line) erbaut, die die verschiedenen Stadtbezirke und -viertel in Gyeonggi-do an Seoul anbinden. Bahn- und Autobahnnetze in dieser Region werden ständig ausgebaut und miteinander verknüpft.
Als generelles Problem gilt dennoch die mangelnde Infrastruktur, besonders im Verkehrsbereich, welche dem explosiven Bevölkerungswachstum in den dicht besiedelten Gebieten nicht schritthalten konnte. Zu Hauptverkehrszeiten ist der Verkehrsstau sehr notorisch, besonders in die Richtung Seoul.
An traditionellen Feiertagen, wie Chuseok und Seollal, entsteht meist ein überdimensionales Verkehrschaos mit einer drei- bis viermal längeren Fahrtdauer. Der Stau bildet sich zum Anfang der Feiertage in die südliche Richtung zu den Provinzen und zu deren Ende in die nördliche Richtung nach Seoul.